# Шапекоенсе
„Шапекоенсе“ (на португалски: Associação Chapecoense de Futebol, Асосиасао Шапекоенсе де Футебол, произношение ) е бразилски футболен клуб от град Шапеко, щат Санта Катарина. От 2014 година играе в Серия A на шампионата на Бразилия.

## История
Футболен клуб „Шапекоенсе“ (дословен превод – Асоциация на футбола на град Шапеко) е основан на 10 май 1973 г. след обединение на отборите „Атлетико Шапекоенсе“ и „Индепендиенте“.
През 1977 г. клубът печели своята първа титла в шампионата на щата Санта Катарина, побеждавайки с 1:0 отбора на „Аваи“. След една година „Шапекоенсе“ дебютира във висшата дивизия на шампионата на Бразилия – Серия А. В първия сезон в елита, отборът финишира на 51-во място. През 1979 г. „Шапекоенсе“ завършва на 93-то място в Серии A, след което изпада в по-ниска дивизия.
През 1996 г. „Шапекоенсе“ печели втората си титла на щата. От 2002 г. до 2006 г. след спонсорски контракт, клубът променя името си на „Associação Chapecoense Kindermann/Mastervet“.
През 2007 г. отборът печели за трети път шампионата на щата и взема участие в Серия Ц на Бразилия, където попада благодарение на победата в Купата на щата през 2006 г. „Зелените“ отпадат доста рано в турнира. През 2009 г. „Шапекоенсе“ заема трето място в отново образуваната Серия Д на Бразилия и преминава в Серия Ц за следващия сезон. На другата година отборът достига до 1/4 финал в Серия Ц и само една крачка не му достига, за да премине в по-горната дивизия. В крайното класиране е на 7-о място. През 2012 г. отборът успява да заеме трето място в Серия Ц и преминава в Серия Б.
През сезон 2013 във втория ешелон на бразилския шампионат, „Шапекоенсе“ заема второ място, като отстъпва единствено на „Палмейрас“. С това отборът получава правото да играе в елитната дивизия на Бразилия. Така през сезон 2014 колективът от Шапеко отново взема участие в Серия А след прекъсване от 35 години.

### Трагедия
Голяма част от отбора загива в самолетна катастрофа на 28 ноември 2016 г. на път за Меделин, Колумбия. На борда на самолета са 68 пътници и 9 екипаж..
За мача с Атлетико Насионал летят:
Вратари
- Данило Падиля † (умира в болницата)
- Жаксон Фолман

Защитници
- Денер †
- Алан Рушел
- Карамело †
- Марсело †
- Фелипе Машадо †
- Тиего †
- Нето
- Жименес †

Полузащитници
- Жозимар †
- Жил †
- Сержио Маноел †
- Матеус Битеко †
- Клебер Сантана – капитан †
- Артур Майя †

Нападатели
- Кемпес †
- Ананиас †
- Лукас Гомес †
- Бруно Ранжел †
- Канела †
- Тиагиньо †

Треньорски щаб
- Кайо Жуниор – главен треньор †
- Дука – помощник-треньор †
- Андерсон Пайшан – треньор по физическа подготовка †
- Боян – треньор на вратарите †
- Сезиня – физиолог †
- д-р Марсио – медик †
- Рафаел Гобато – физиотерапевт †
- Пипе Грос – специалист по анализа на производителноста †

## Емблеми от миналото
|             |
| 1973 – 1977 |

Забележка
Количество на звездите показва колко пъти отборът е шампион в първенството на щат Санта Катарина.

## Успехи
- Шампион на щат Санта Катарина (5): 1977, 1996, 2007, 2011, 2016
- Шампион на Копа Судамерикана (1): 2016[4][5]

- Носител на Купата на щат Санта-Катарина (2): 1979, 2006
- Победител в шампионата на щат Санта Катарина при жените (1): 2015
- Сребърен медал в шампионата на щат Санта Катарина (5): 1978, 1991, 1995, 2009, 2013
- Финалист и сребърен медал в Купата на щат Санта-Катарина (5): 1996, 2001, 2009
- Сребърен медал в шампионата на щат Санта Катарина при жените (1): 2015
- Сребърен медал в Серия B (1): 2013
- Бронзов медал в Серия C (1): 2012
- Бронзов медалист в Серия D (1): [2009

## Известни играчи
- Жеан Карлос
- Кука
- Илтон (младежки отбор)
- Лауро
- Мартин Аланиз
- Алехандро Мартинучио
- Палиня
- Пауло Ринк (натурализиран)
- Ромуло
- Роналдиньо